# Corina Oosterveen
Corina Oosterveen (* 20. Jahrhundert) ist eine niederländisch-deutsche Tanzpädagogin und Choreographin.

## Leben
Oosterveen unterrichtet als Dozentin an der staatlich anerkannten Theaterakademie Mannheim in den Bereichen Tanz und Bewegungsausdruck und ist zudem selbständig bei verschiedenen großen Bildungsträgern, Theatern und freien Bühnen tätig. Sie sammelt traditionelle Tänze, ist Mitglied des „International Council for traditional Music“ des UNESCO (Sekretariat Deutschland), des „Deutschen Bundesverbandes Tanz“ (ehemals auch im Vorstand) und der US-amerikanischen „Country Dance and Song Society“. Sie schreibt als Fachjournalistin, so für die Zeitschriften „Tanzen“, „Folker“, Tanzaffice, sowie in UNESCO Council trad. Music Veröffentlichungen und denen der Musik- und Tanz-Symposien, wo sie als Referentin eingeladen ist.
Als Autorin veröffentlicht sie über Tanzpädagogik (Methodik-Didaktik), Choreographie, Sitztanz, dem Modern Dance, Bewegungsanalyse und Improvisation im Tanz, Tango Argentino, Stepptanz und traditionellem Tanz der Bretagne und Westeuropas. In all diesen Fächern ist sie zudem als Tanzpädagogin tätig und leitet auch Ausbildungsgänge im Tanz. Frau Oosterveen war Mitglied des „Cercle Breton de Paris“, leitete die traditionelle Tanzgruppe „Pälzer Danzheisl“, Partnergruppe des Cercle Brizeux Lorient und ist deren Ehrenmitglied. Für die Bühne (Schauspiel und Tanz) und für den Tanz in der pädagogischen Arbeit choreographiert sie Tanzstücke. Die eigene Compagnie ist von 1989 bis 1998 aktiv, das neueste Modern Dance Projekt wurde 2017 verwirklicht.
Den Aufbau der Tango Argentino Szene des Rhein-Neckar-Raumes hat sie als Pionierin wesentlich mitgestaltet: Der erste Tango de Salón Workshop im gesamten Rhein-Neckar-Raum fand Oktober 1988 im „Tanzhaus“, der Tanz-Abteilung des Ludwigshafener Kulturzentrums „das Haus“ statt. Der Tango wird ab diesem Zeitpunkt zur festen und regelmäßigen Workshop-Reihe. Als Gründerin des „Tanzhaus“ und deren langjährige Leiterin hat Frau Oosterveen den Tango während ihrer Zeit in Paris 81/82 kennen gelernt, sie ist selbst Tangotänzerin (seit 1983) und Tangolehrerin (seit 1993). Sie holt für das „Tanzhaus“ Lehrer aus Argentinien und Paris nach Ludwigshafen und organisiert im dort ab Februar 1989 die ersten Milongas und Tangobälle (mit Live-Musik) der gesamten Rhein-Neckar Region. Als Tangotänzerin der ersten Stunde ist Oosterveen auch die am längsten aktive Tangolehrerin dieser Region.

## Werke (Auswahl)
- 40 bretonische Tänze mit ihrem kulturellen Hintergrund. Verlag der Spielleute Hofmann, 1995, ISBN 3-927240-32-X (Dazu existiert eine Begleit CD der Gruppe La Marmotte: Nous les ferons danser)
- Dancing Cloth and dancing Rope, a pedagogic object for the motivation of movement, In: 9. International Conference on Dance Research, Hrsg. Dora-Stratou-Gesellschaft, Athen, Sholio 8, Plaka, 1995
- Hip-Hop und Tarantella – Tanz und Körpersprache zwischen Identität und Anpassung (mit CD), In: Populäre Musik und Pädagogik, Hrsg. Prof. Dr. Jürgen Terhag, 1996
- Techno und Kommerz, In: Schriften des BKJ, Akademie Remscheid, 1997
- Bourrée, Bourrée, Bourrée, Verlag der Spielleute Hofman, 1999 (Dazu existiert eine Begleit CD der Gruppe „La Marmotte“)
- La chapelloise oder der Aleman´s Marsj und seine 13 Namen, In: Die Dimension der Bewegung in traditioneller Musik, Hrsg.: Prof. Dr. Marianne Bröker, International Council for traditional Music UNESCO 16/17.2.2001
- Rap – rhythmische Sprüche für den Unterricht, Klassen 3 und 4, Raabits Grundschulhefte, Reihe Mai 2001
- On holiday, eine Bewegungsgeschichte zum Thema Reisen, Frühenglisch, Reihe „Englisch begegnen D“, Raabits Grundschule, Herbst 2001
- Tarantella – ein Beispiel zur Einführung von fremdländischen Tänzen, mit Notensatz, Raabits Grundschule 34, Klett, Mai 2002
- Zwiefache, 77 Taktwechseltänze aus Bayern, Franken, Schwaben, der Pfalz und dem Elsass. Noten, Beschreibungen, Historie. Fidula-Verlag (zusammen mit Ute Walther); dazu eine Begleit-CD der Gruppe Aller Hopp: Zwiefache, 24 Taktwechseltänze aus Bayern, Franken, Schwaben, der Pfalz und dem Elsass. Fidula-Verlag, Juli 2002
- Tarantella – der Tanz der kleinen Spinne, in Die Musikstunde 5/6, Materialien für den Musikunterricht der Schulen, Diesterweg, Hannover März 2003
- Tanzanleitungen im Coverheft der Audio-CD „Bal-Folk“, der Gruppe „Aller-Hopp“, Fidula-Fon, Juli 2F04
- Zwiefacher- und Polka „Raves“ in 5. Band „Musikunterricht heute“ (Bundeskongress des Arbeitskreises für Schulmusik und allgemeine Musikpädagogik e.V. Berlin 2002), Hrsg. Prof. Dr. Jürgen Terhag, Notensatz, Populäre Musik und Pädagogik, 2005
- Trioletts, Tanzsammlung verschiedener Autoren (u. a. Corina Oosterveen), Tänze für 3 Personen Hrsg.: Folker, unter redaktioneller Leitung des Erlanger Tanzhauses (Axel Röhrborn), Sommer 2005
- Tanzarello, Folk-Tanzen in der Grundschule. Fidula-Verlag (dazu Begleit-CD: Arrangement Ute Walther, eingespielt von Aller Hopp: Tanzarello, 20 mitreißende Musiktitel aus Westeuropa und Nordamerika, FidulaFon), Juli 2006
- 12 Handbücher der bundesweit zertifizierten Tanzleiterausbildung des Malteserverbandes 1998–2015
- Neue Contratänze im Gefühl des 21. Jahrhunderts, 51 Beispiele von 30 Autor*innen (u. a. mit 2 Choreographien von Corina Oosterveen), Verfasser Axel Röhrborn, Erlanger Tanzhaus 2019

| Personendaten    | Personendaten                         |
| ---------------- | ------------------------------------- |
| NAME             | Oosterveen, Corina                    |
| KURZBESCHREIBUNG | niederländisch-deutsche Tanzpädagogin |
| GEBURTSDATUM     | 20. Jahrhundert                       |